# Carl Åkerman
Carl Eugéne Åkerman, född 4 oktober 1860 i Trelleborg, död 4 juli 1922 i Trelleborg, var en svensk målare.
Han var son till handlaren August Åkerman och Anna Amalia Carolina Wadstein. Åkerman skrevs in vid Lunds universitet 1880 och studerade där i flera år innan han återvände till Trelleborg där han periodvis arbetade i broderns järnhandel. Han medverkade i samlingsutställningar med Konstföreningen för södra Sverige. En minnesutställning med hans konst visades i Trelleborg 1948. Hans konst består huvudsakligen av motiv från Trelleborg och dess omgivningar samt landskap och stadsbilder. Åkerman är representerad på Trelleborgs museum.